# Arkadij Naiditsch
Arkadij Naiditsch (* 25. října 1985, Riga, Lotyšská SSR) je ázerbájdžánský šachový velmistr. Titul velmistra dokázal získat již ve svých patnácti letech.
V roce 2007 vyhrál německé mistrovství v Bad Königshofen, o čtyři roky později ukořistil titul na Neckar Open, čímž také prolomil magickou hranici 2700 bodů. V roce 2013 také dosáhl děleného 1. -2. místa ve skupině B prestižního turnaje Wijk aan Zee.
Jeho vůbec největším úspěchem však stále zůstává vítězství na turnaji v Dortmundu v roce 2005.